# بيتر بول (ممثل ألماني)
بيتر بول (بالألمانية: Peter Paul) (و. 1911 – 1985 م) هو ممثل، وممثل أفلام، من ألمانيا، ولد في برلين، توفي في ميونخ، عن عمر يناهز 74 عاماً.

## وصلات خارجية
- بيتر باول على موقع IMDb (الإنجليزية)
- بيتر باول على موقع قاعدة بيانات الفيلم (الإنجليزية)